# Veerendra Patil
Veerendra Patil (Hindi: वीरेन्द्र पाटिल, Kannada: ವೀರೇಂದ್ರ ಪಾಟೀಲ್; * 28. Februar 1924 in Chincholi, Hyderabad, Britisch-Indien, heute: Karnataka; † 14. März 1997 in Bangalore, Karnataka) war ein indischer Politiker des Indischen Nationalkongresses (INC) und des Indian National Congress (Organisation) (INC(O)), der unter anderem zwischen 1968 und 1971 sowie erneut von 1989 bis 1990 Chief Minister von Mysore beziehungsweise Karnataka war. Er war ferner zwischen 1972 und 1978 Mitglied der Rajya Sabha, des Oberhauses des Parlaments (Bhāratīya Sansad), sowie von 1980 bis 1989 Mitglied der Lok Sabha, des Unterhauses des Parlaments. Darüber hinaus bekleidete er im Kabinett Indira Gandhi III (1980 bis 1984) sowie im Kabinett Rajiv Gandhi (1984 bis 1985) verschiedene Ämter als Unionsminister.

## Leben
Veerendra Patil, Sohn von Basappa Patil, absolvierte ein Studium, welches er mit einem Bachelor of Arts (B.A.) beendete. Ein Studium der Rechtswissenschaften schloss er mit einem Bachelor of Laws (LL.B.) ab. Er wurde für den Indischen Nationalkongress (INC) 1952 zum Mitglied der Legislativversammlung des damaligen Bundesstaates Hyderabad gewählt und gehörte dieser bis 1956 an. Im Anschluss wurde er für den INC 1956 Mitglied der Legislativversammlung (Vidhan Sabha), des Unterhauses des Parlaments des Bundesstaates Mysore, der er bis 1971 angehörte. In den Kabinetten von Chief Minister Siddhavvanahalli Nijalingappa (1957 bis 1958, 1962 bis 1967), Basappa Danappa Jatti (1958 bis 1962) und Shivalingappa Rudrappa Kanthi (1962) fungierte er mehrmals als stellvertretender Minister. Nach Beendigung einer Präsidialregierung (President’s rule) zur Verwaltung des Bundesstaates wurde er am 29. Mai 1968 schließlich selbst Chief Minister von Mysore und bekleidete dieses Amt bis zum 26. März 1971, woraufhin abermals eine President’s rule zur Verwaltung des Bundesstaates eingesetzt wurde.
Nach Beendigung seiner Amtszeit wechselte Patil in die Unionspolitik und hatte sich zuvor dem Indian National Congress (Organisation) (INC(O)) angeschlossen, eine Partei, die zwischen 1969 und 1977 existierte, aus der Spaltung des INC 1969 entstanden war und 1977 in der neu gegründeten Janata Party aufging. Für den (INC(O)) wurde er am 10. April 1972 Mitglied der Rajya Sabha, des Oberhauses des Parlaments (Bhāratīya Sansad), und gehörte dieser bis zum 9. April 1978 als Vertreter des Bundesstaates Mysore an, der 1973 in Karnataka umbenannt wurde. Nachdem er sich wieder dem INC angeschlossen hatte, wurde er bei der Parlamentswahl iam 3. und 6. Januar 1980 im Wahlkreis Karnataka-Bagalkot mit 57,2 Prozent erstmals zum Mitglied der Lok Sabha gewählt, des Unterhauses des Parlaments. Bei der darauf folgenden Parlamentswahl am 24., 27. und 28. Dezember 1984 wurde er nunmehr im Wahlkreis Karnataka-Gulbarga mit 56,7 Prozent abermals zum Mitglied der Lok Sabha gewählt, der er somit in der siebten und achten Legislaturperiode von Januar 1980 bis November 1989 angehörte.
Während seiner Mitgliedschaft in der Lok Sabha übernahm er zudem mehrmals Ämter als Unionsminister. Im Kabinett Indira Gandhi III war er zunächst zwischen dem 7. März und dem 19. Oktober 1980 Minister für Erdöl und Chemikalien sowie im Anschluss nach einer Kabinettsumbildung vom 19. Oktober 1980 bis 2. September 1982 Minister für Transport und Schifffahrt. Nach einer neuerlichen Regierungsumbildung übernahm er zwischen dem 2. September 1982 und dem 31. Oktober 1984 den Posten als Minister für Arbeit und Rehabilitation und war zusätzlich vom 7. September bis zum 31. Oktober 1984 erneut Minister für Transport und Schifffahrt. Nach der Ermordung von Premierministerin Indira Gandhi am 31. Oktober 1984 war er im darauf folgenden Kabinett Rajiv Gandhi vom 4. November bis zum 31. Dezember 1984 zunächst weiterhin Minister für Arbeit und Rehabilitation sowie Minister für Transport und Schifffahrt. Nach einer Umbildung des Kabinetts übernahm er zwischen dem 31. Dezember 1984 und dem 25. September 1985 das Amt als Minister für Chemikalien und Düngemittel sowie zugleich als kommissarischer Minister für Industrie und Unternehmensangelegenheiten.
Zuletzt übernahm Veerendra Patil nach Ablauf einer President’s rule am 30. November 1989 zum zweiten Mal das Amt als Chief Minister von Karnataka und hatte dieses bis zum 9. Oktober 1990 inne, woraufhin abermals eine President’s rule zur Verwaltung des Bundesstaates eingesetzt wurde. Aus seiner Ehe mit Sharada Patil gingen ein Sohn und zwei Töchter hervor.